# Amers
Amers (Prunus domestica 'Amers') je ovocný strom, kultivar druhu slivoň z čeledi růžovitých. Plody s fialovou slupkou, ojíněné, aromatické, vhodné pro konzum i na zpracování. Zraje v září.

## Původ
Byla vypěstována v USA, zkřížením odrůd 'Standard' a 'Stanley'. 

## Vlastnosti
Růst střední. Plodí po dvou letech od výsadby, plodí pravidelně, cizosprašná odrůda (podle jiného zdroje částečně samosprašná), vhodný opylovač je např. Stanley, Bluefre, Čačanská lepotica, Čačanska najbolja, Dobrovická, Empress. Odrůda kvete středně raně. Amers je poměrně odolná odrůda vůči mrazu. Sklizeň nastává druhý týden v září.

## Plod
Plod podlouhlý, velký až 60g. Slupka fialová, ojíněná. Dužnina výborná, jde od pecky.

## Choroby a škůdci
Tolerantní k šarce, středně odolná k monilióze a je téměř rezistentní na ostatní choroby.